# 费代尔布-沙利尼站
费代尔布-沙利尼站（法語：Faidherbe - Chaligny）是巴黎地鐵的一個車站，車站名稱來自於费代尔布街和沙利尼街。费代尔布-沙利尼站開通於1931年5月5日，是巴黎地鐵8號線延長工程的一部分。

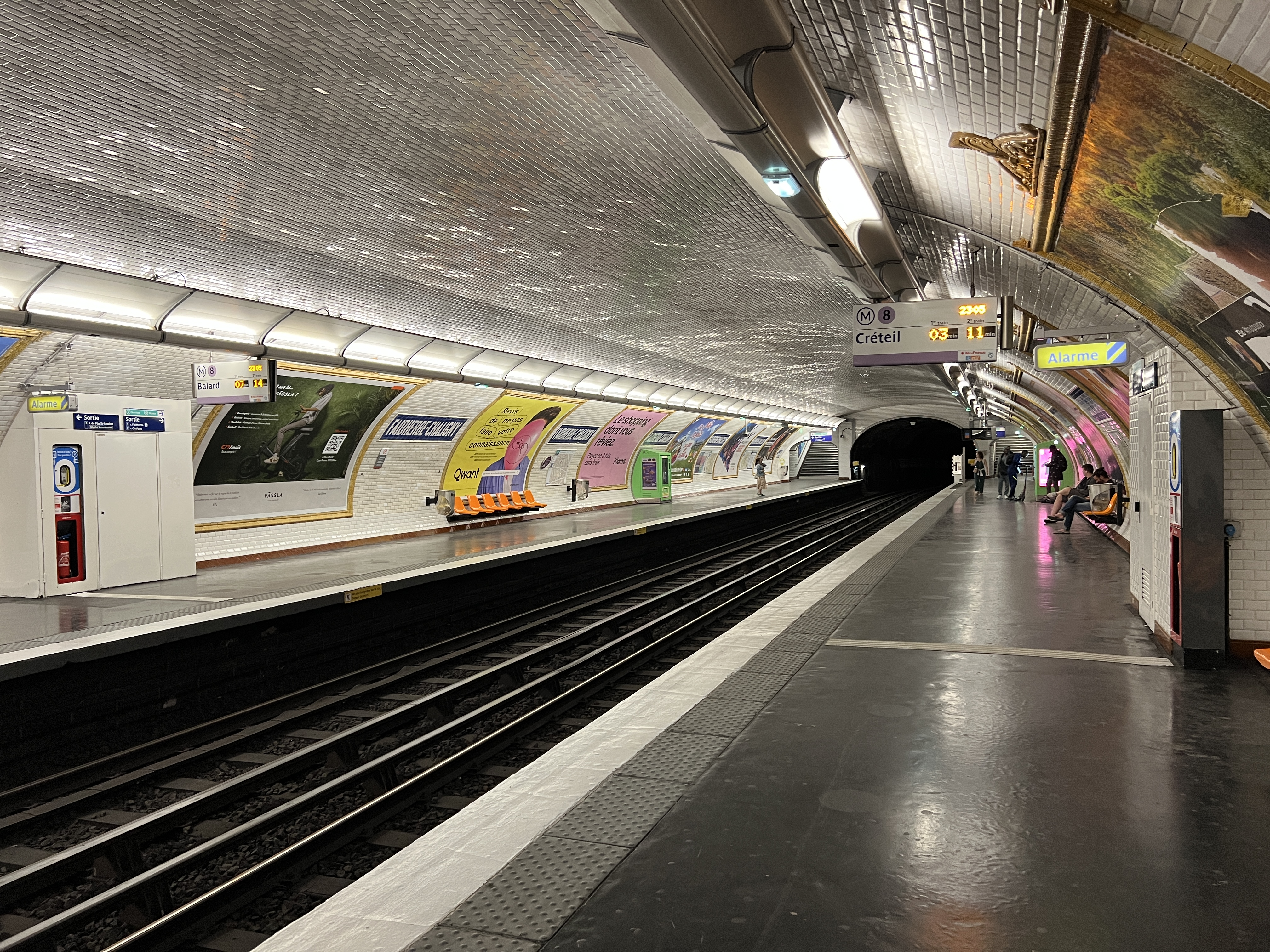
月台（2022年7月）

## 車站結構
| 街道層 |                    |                         |
| B1     | 月台連接夾層       |                         |
| 月台層 | 側式月台，右側開門 | 側式月台，右側開門      |
| 月台層 | 往巴拉             | 往巴拉（勒杜-羅蘭）     |
| 月台層 | 往湖之角           | 往湖之角（勒伊-狄德羅） |
| 月台層 | 側式月台，右側開門 |                         |